# Bahnhof Werbig
Der Bahnhof Werbig ist ein Turmbahnhof im Osten des Landes Brandenburg. In ihm kreuzen sich die Ostbahn Berlin – Kostrzyn nad Odrą und die Bahnstrecke Eberswalde – Frankfurt (Oder). Die Anlage liegt im Gemeindeteil Neulangsow der Stadt Seelow im Landkreis Märkisch-Oderland; der namensgebende Ortsteil Werbig befindet sich südwestlich davon.

## Lage und Aufbau

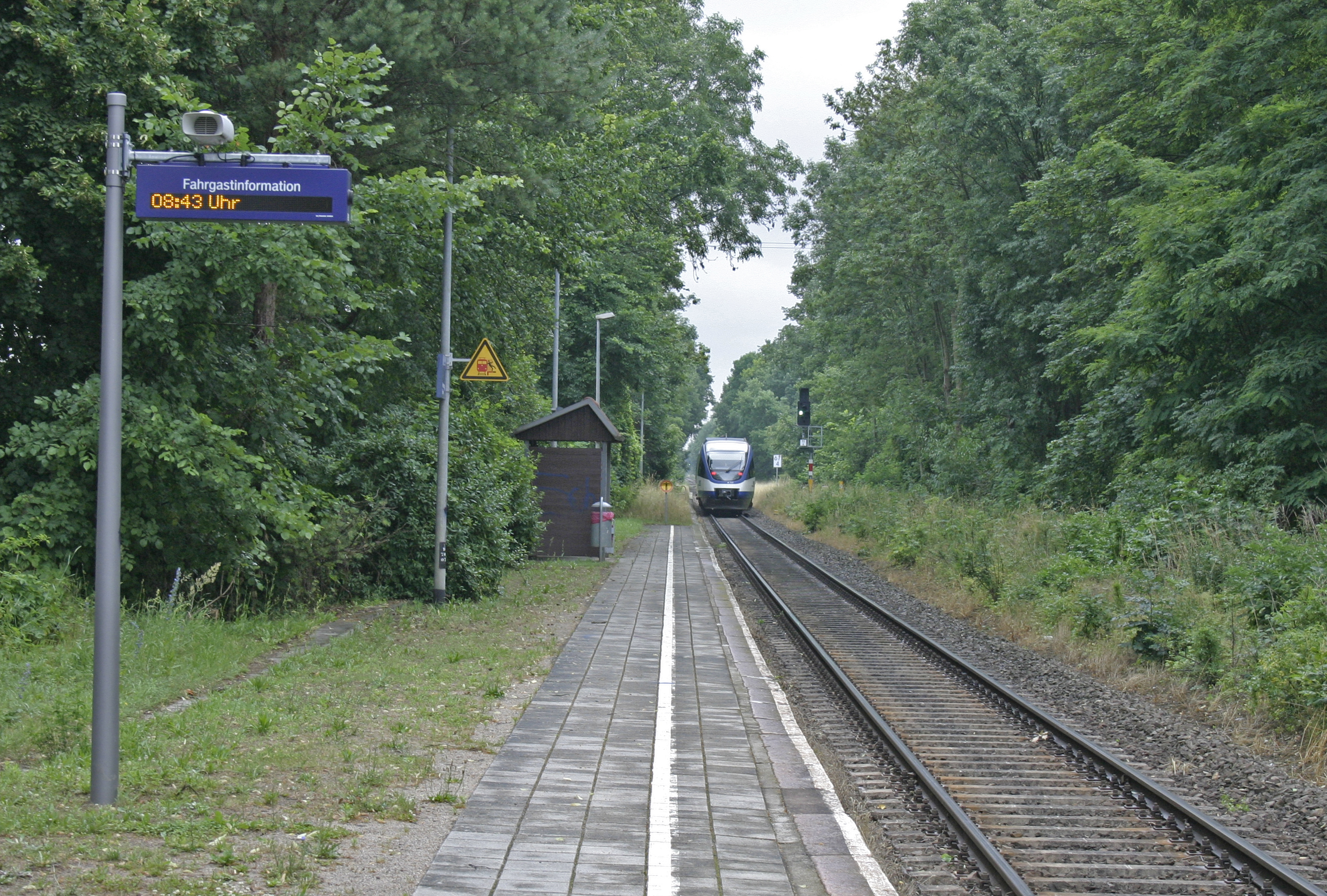
Hp Werbig (Bahnsteig unten) mit ausfahrender Regionalbahn nach Kostrzyn, im Hintergrund das Einfahrsignal des Bf Werbig, 2015

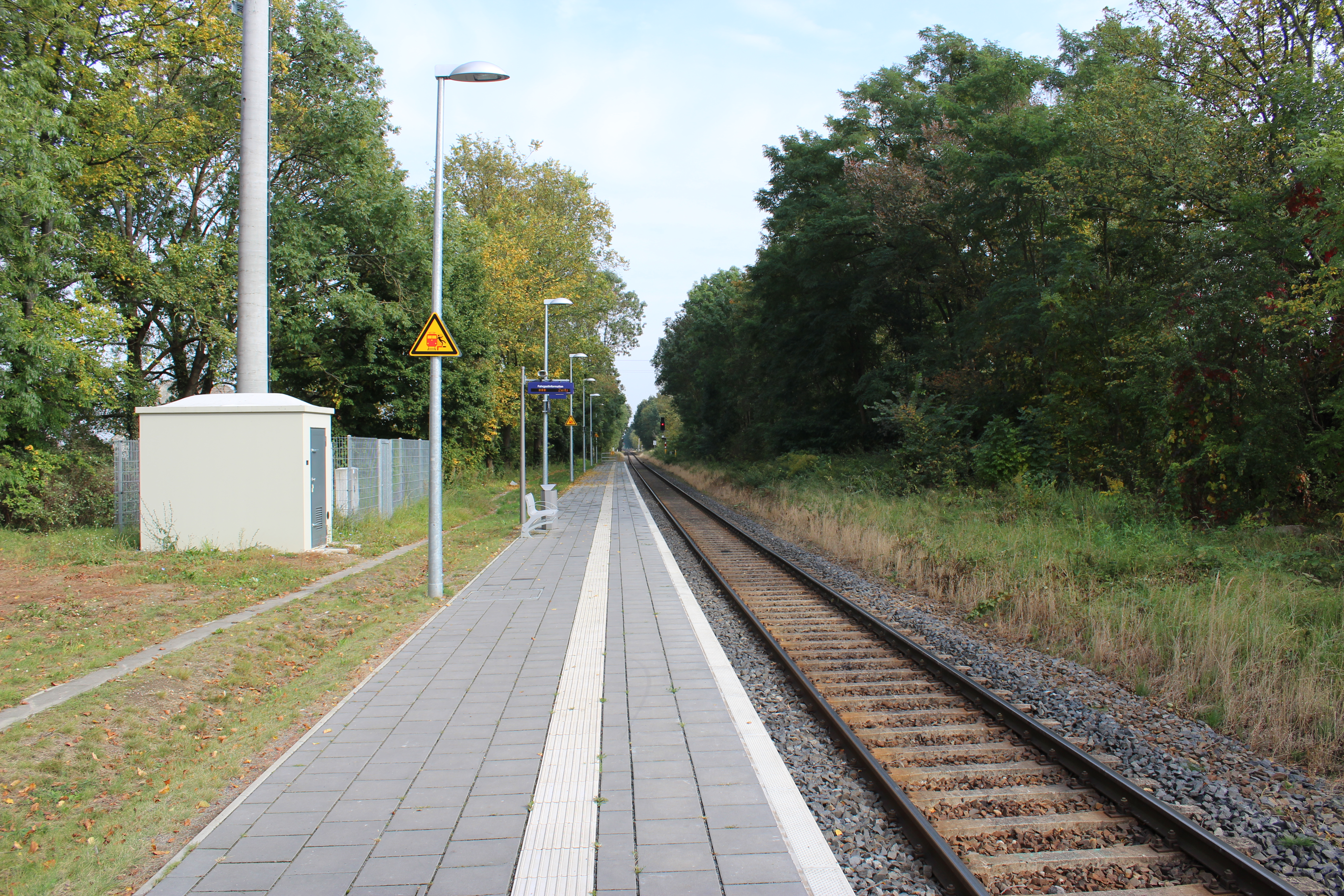
Unterer Bahnsteig, nach der Modernisierung (2017)

Die Station liegt im Gemeindeteil Neulangsow der Stadt Seelow, ungefähr anderthalb Kilometer nordöstlich des Ortskerns von Werbig.
Die Anlage umfasst insgesamt vier Betriebsstellen. Der Betriebsbahnhof Werbig liegt vom Kreuzungspunkt beider Strecken aus betrachtet etwa einen Kilometer östlich an der Ostbahn (km 68,2). Der Bahnhof ist ein reiner Betriebsbahnhof, Personenzüge halten hier nicht zum Ein- und Aussteigen. Vom Bahnhof aus führt eine 900 Meter lange Verbindungskurve in nordwestlicher Richtung zur Strecke nach Eberswalde. Sie mündet im Bahnhofsteil Werbig oben (km 101,2) in diese ein. Der Bahnhofsteil war bis zur Erneuerung der Leit- und Sicherungstechnik als Abzw Werbig eine eigenständige Abzweigstelle.
Die Personenstation befindet sich am Schnittpunkt der beiden Strecken und ist als Turmbahnhof gebaut. Früher wurde sie als Werbig Pbf (Personenbahnhof) bezeichnet. Der Haltepunkt der Ostbahn befindet sich im unteren Teil des Turmbahnhofs und wird betrieblich als Haltepunkt Werbig (Bahnsteig unten) (km 67,332) geführt, der obere Personenhalt analog als Haltepunkt Werbig (Bahnsteig oben) (km 101,895). Beide Haltepunkte sind mit je einem Streckengleis und einer Bahnsteigkante ausgestattet, vor dem Rückbau des zweiten Gleises der Ostbahn nach 1945 als Reparationsleistung besaß der untere Teil der Station zwei Bahnsteige. Der untere Bahnsteig an Gleis 1 hatte bis 2016 eine Nutzlänge von 167 Metern bei einer Bahnsteighöhe von 30 Zentimetern. Der obere Bahnsteig an Gleis 2 hatte eine Nutzlänge von 260 Metern bei einer Höhe von 28 Zentimetern. Im Jahr 2015 wurde der Bahnhof unter anderem mit neuen Bahnsteigen modernisiert, die eine Höhe von 55 Zentimetern haben.
Die nächste Station in Richtung Westen auf der Ostbahn ist Seelow-Gusow, die etwa vier Kilometer entfernt ist. Der Bahnhof Golzow (Oderbruch) liegt etwa sieben Kilometer weiter östlich. Nach Norden ist der etwa neun Kilometer entfernte Bahnhof Letschin der nächste Halt. In Richtung Süden sind es auf der Bahnstrecke Eberswalde–Frankfurt (Oder) noch ungefähr vier Kilometer bis Seelow (Mark). Werbig liegt im Tarifgebiet des Verkehrsverbundes Berlin-Brandenburg.
In Werbig existierte einst ein Empfangsgebäude.

## Geschichte

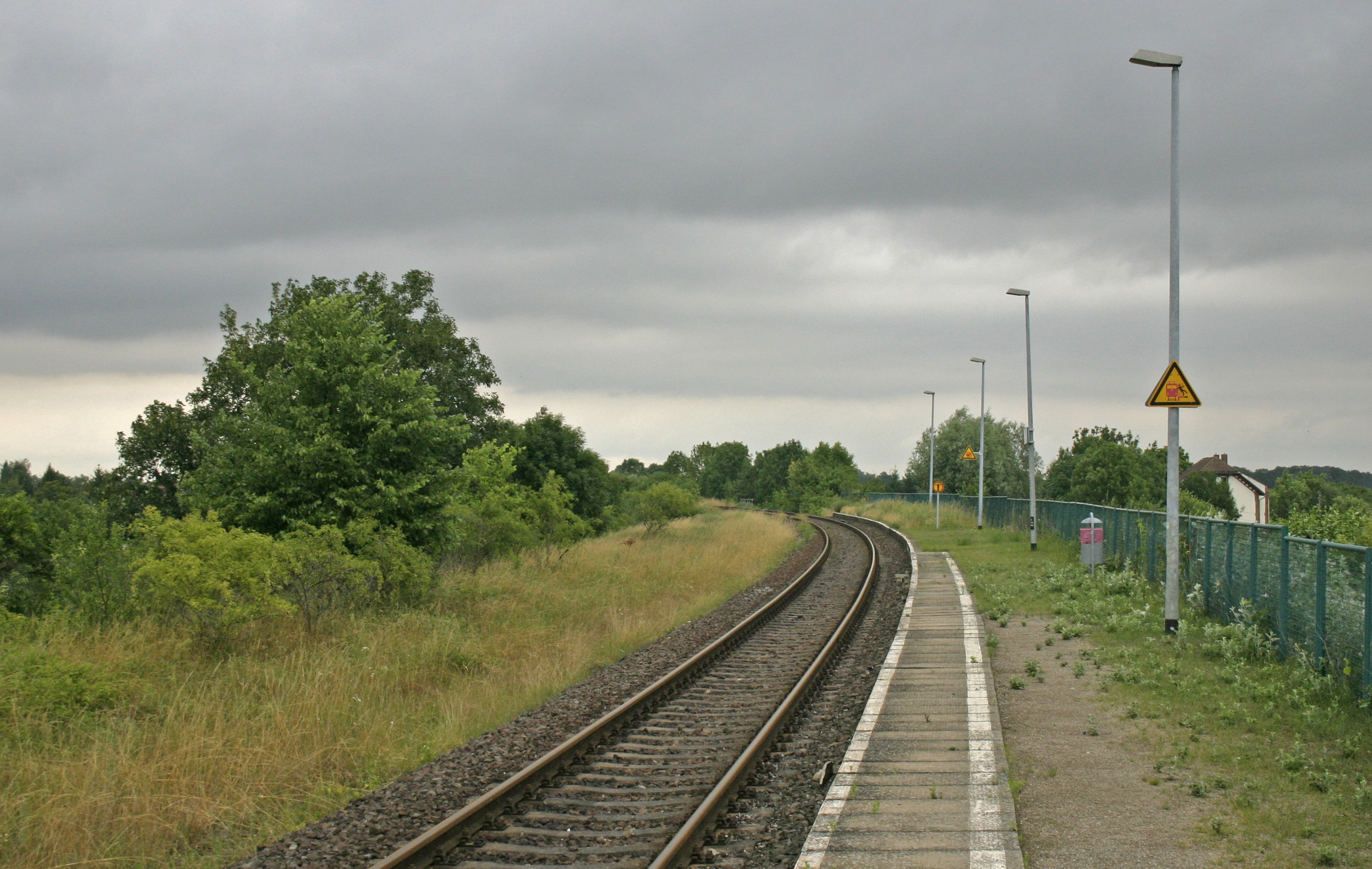
Hp Werbig (Bahnsteig oben) in Blickrichtung Norden, 2015

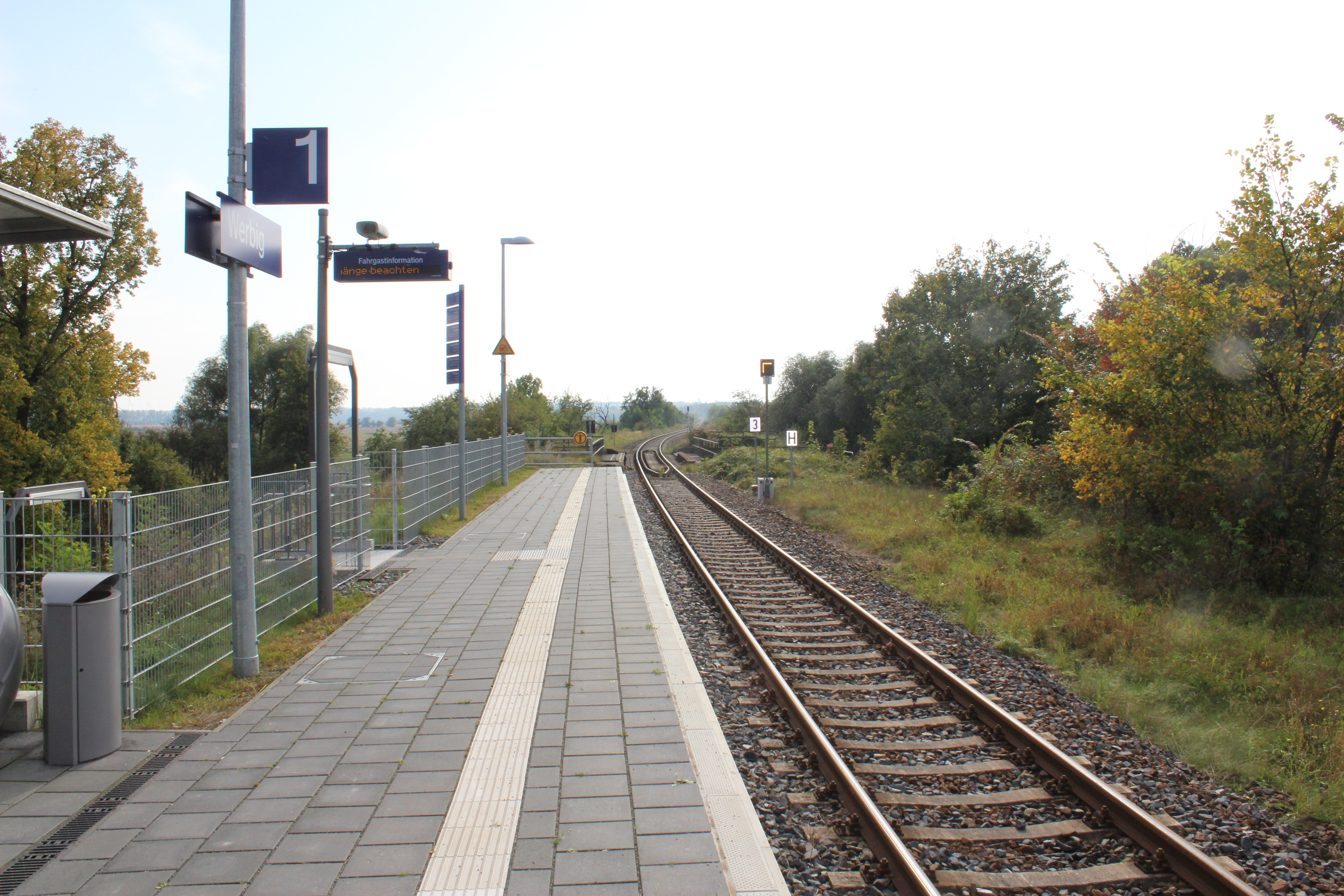
Oberer Bahnsteig, nach der Modernisierung (2017)

Am 15. Juli 1880 wurde der Bahnhof in Werbig eröffnet. Zwei Jahre zuvor war die Bahnstrecke Eberswalde – Frankfurt (Oder) in Betrieb gegangen, die in Werbig die Strecke der Ostbahn kreuzte. Im Jahr 1882 wurde eine Verbindungskurve von der Strecke aus Eberswalde an die Ostbahn in Richtung Küstrin gebaut, in Werbig entstand ein Güterbahnhof.
Der Bahnhof Werbig diente im Personenverkehr vor allem zum Umsteigen zwischen beiden Strecken.
Am 24. Juni 1942 ereignete sich im Personenbahnhof ein schwerer Unfall. Die Lokomotive eines Durchgangsgüterzuges hatte sich selbständig gemacht und fuhr unbemannt auf einen haltenden Personenzug auf. Zehn Menschen kamen dabei ums Leben, 23 wurden verletzt.
Anfang 1945 zählte das Gebiet um Werbig zu den Hauptschauplätzen der Kämpfe zwischen der Wehrmacht und der Roten Armee zum Ende des Zweiten Weltkriegs. Bei den Kämpfen wurden das Werbiger Bahnhofsgebäude wie alle anderen Empfangsgebäude an der Ostbahn zwischen Trebnitz und Küstrin Altstadt, mit Ausnahme des Gebäudes in Gusow, zerstört. Das Stellwerk im Güterbahnhof sollte von der Wehrmacht gesprengt werden, dazu kam es aufgrund der Kampfhandlungen nicht mehr.
Erst ab 24. Mai 1946 wurde der Reisezugverkehr wieder aufgenommen. Als Folge der neuen Grenzziehung nach dem Potsdamer Abkommen lag der Bahnhof nur noch etwa 15 Kilometer westlich der polnischen Grenze. Der durchgehende Personenverkehr auf der Ostbahn nach Polen war unterbrochen, die Züge verkehrten bis 1992 von Berlin beziehungsweise Strausberg über Werbig nur noch bis zum Bahnhof Kietz (heute wieder Küstrin-Kietz). Für den Güterverkehr blieb der Grenzübergang in Betrieb.
Der 2. Bauabschnitt bei der Erneuerung der Ostbahn zwischen Rehfelde und Küstrin-Kietz in den Jahren 2008 und 2009 betraf auch Werbig. Das Gleisbett wurde von April bis Juni 2008 durch Hoffmann Bauservice zunächst demontiert und anschließend erneuert. Anschließend erfolgte die Erneuerung der Leit- und Sicherungstechnik. Seit dem 12. September 2009 wird der Bahnhof vom ESTW-Z in Küstrin-Kietz ferngesteuert. Die Stellwerke B1 und W2 im Bahnhof Werbig und B3 im Bahnhofsteil Werbig oben wurden daraufhin geschlossen.
Am 31. Januar 2013 ereignete sich ein Unfall auf dem Gleis der Strecke nach Frankfurt (Oder). Ein Dieseltriebwagen fuhr in einen umgestürzten Fernmeldemast, der auf den Schienen lag. Als Ursache wurde genannt, dass der Mast sehr morsch und nicht mehr stabil genug gewesen sei. Verletzt wurde niemand. Ein kleiner Sachschaden am Fahrzeug entstand.
Im Jahr 2010 nutzten etwa 20 bis 30 Reisende täglich den Bahnhof. 
Im Frühjahr 2015 wurde die Zugangstreppe zum oberen Bahnsteig erneuert. Die Bahnsteige wurden Ende 2015 erneuert.

## Verkehrsanbindung
| Linie                    | Linienverlauf | Takt (min) | EVU                      |
| ------------------------ | --- | ---------- | ------------------------ |
| RB 26                    | Berlin Ostkreuz – Berlin-Lichtenberg – Berlin-Mahlsdorf – Strausberg – Müncheberg (Mark) – Seelow-Gusow – Werbig – Küstrin-Kietz – Kostrzyn                        | 60         | Niederbarnimer Eisenbahn |
| RB 60                    | Eberswalde Hbf – Niederfinow – Falkenberg (Mark) – Bad Freienwalde (Oder) – Altranft – Wriezen – Neutrebbin – Letschin – Werbig – Seelow (Mark) – Frankfurt (Oder) | 60         | Niederbarnimer Eisenbahn |
| Stand: 15. Dezember 2024 | |            |                          |